# Bel (Berwijn)
|  | Per a altres significats, vegeu «Bel (desambiguació)». |

El Bel és un petit riu de Bèlgica que neix a Aubel, un municipi de la província de Lieja.
A Val-Dieu, un nucli d'Aubel desemboca al Berwijn que via el Mosa desguassa al Mar del Nord. Prop de l'abadia de Val-Dieu els monjos van excavar un rec per a activar el molí de l'abadia. La vall del Bel és el tema d'un sender abalisat d'uns 6,3 km.

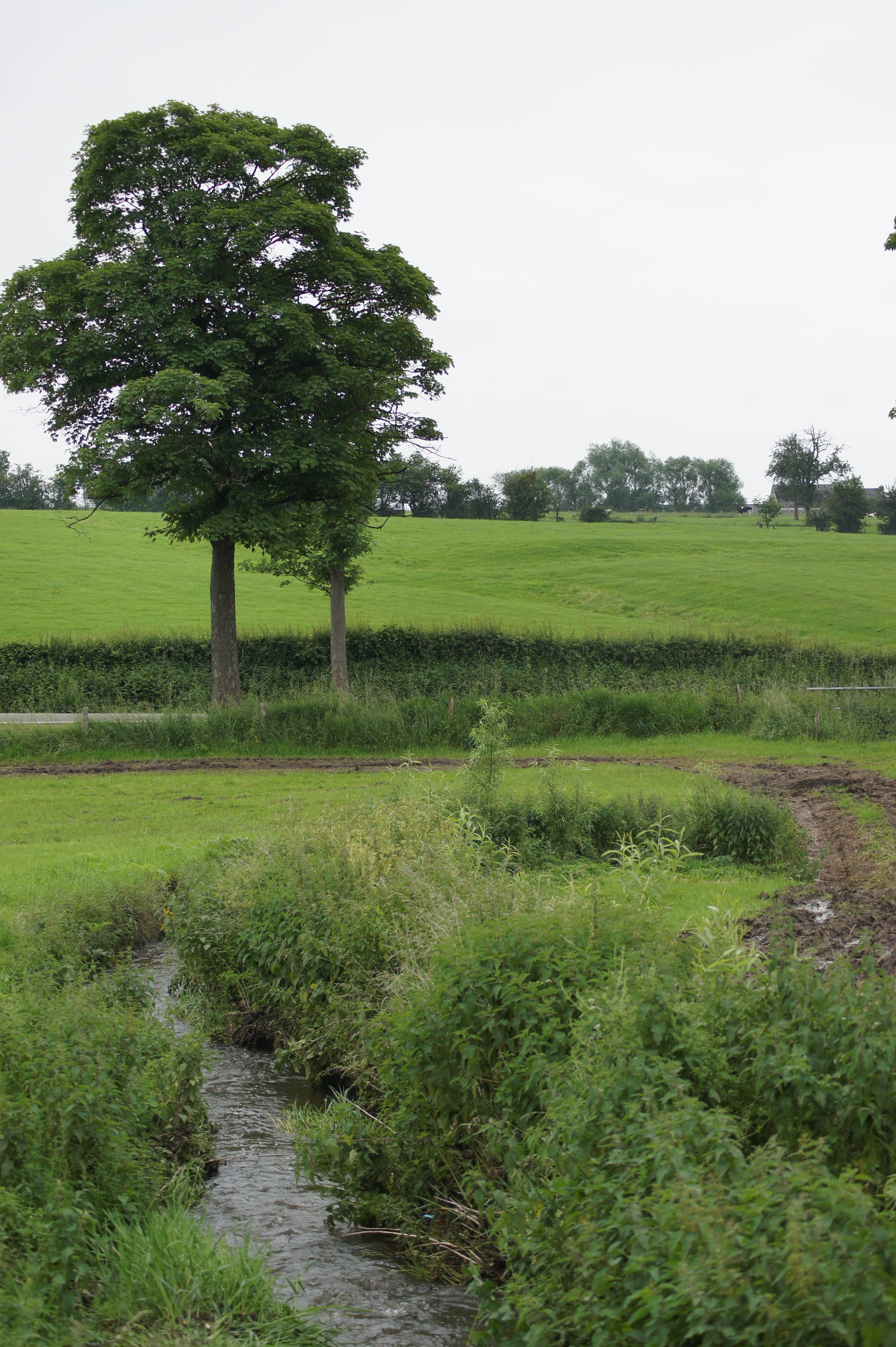
Al lloc dit Schrever
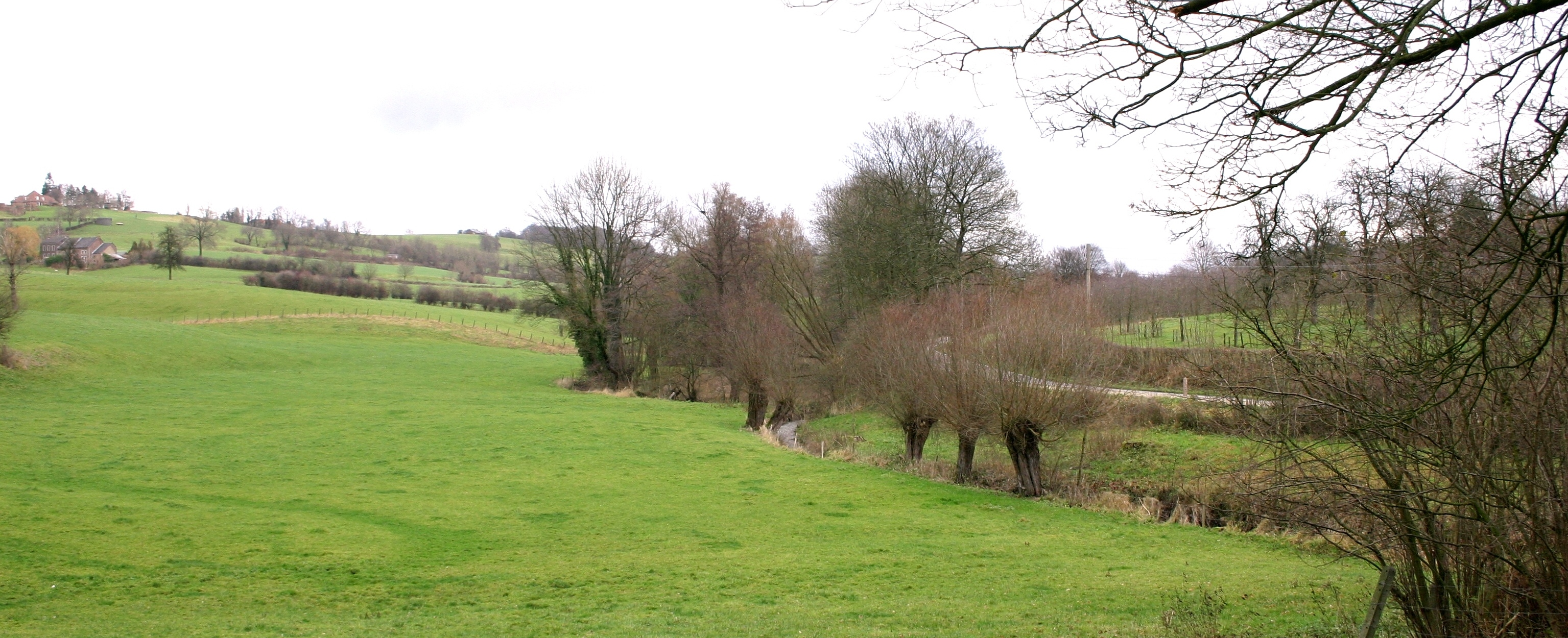
Bel prop de Sant-Jansrade
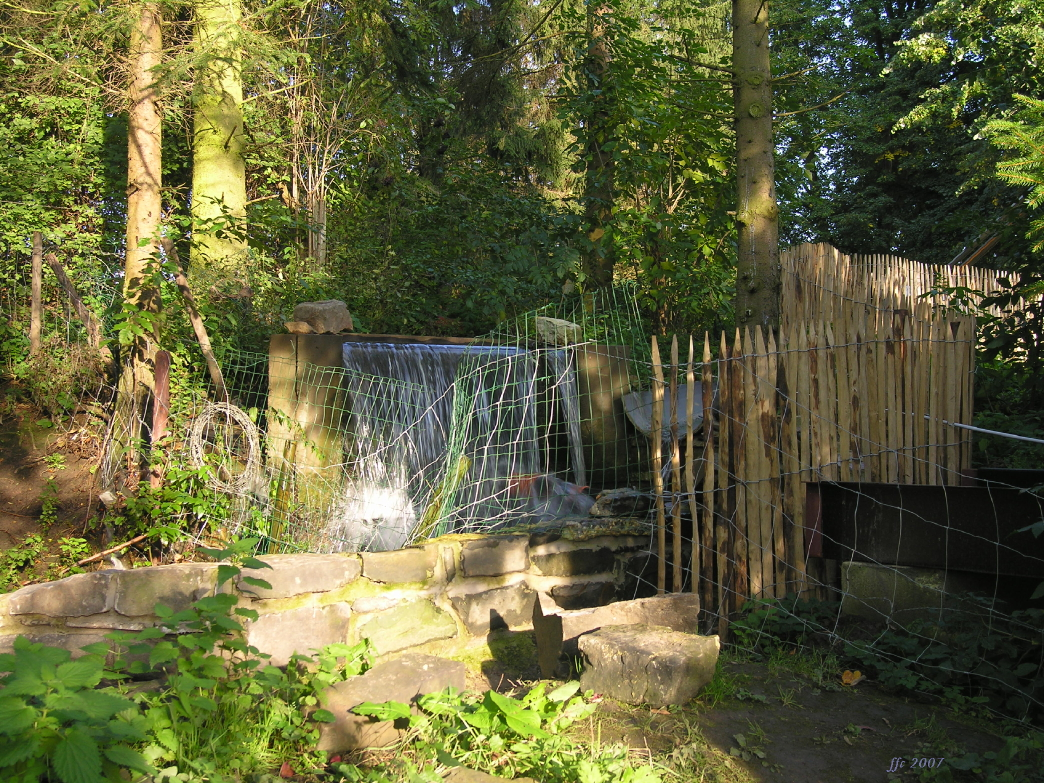
Rec del molí de Val-Dieu